# Хьюитт, Жаклин
Жаклин Хьюитт (Jacqueline «Jackie» N. Hewitt; род. 24 сентября 1958, Вашингтон) — американский астрофизик и космолог, специалист по гравитационным линзам.
Член Американской академии искусств и наук (2016), доктор философии (1986), профессор Массачусетского технологического института и в 2002—2019 годах директор его Института астрофизики и космических исследований имени Кавли (MIT Kavli Institute, MKI).
В Массачусетском технологическом институте в 1986 году получила степень доктора философии по физике, занималась гравитационными линзами. Являлась постдоком в Haystack Observatory и Принстонском университете. С 1989 года в штате Массачусетского технологического института, первоначально как ассистент-профессор физики, ныне (с 2018) именной профессор (Julius A. Stratton Professor in Electrical Engineering and Physics). На посту директора MKI её сменил Robert Simcoe. Она является одним из зачинателей Murchison Widefield Array. Фелло Американской ассоциации содействия развитию науки (2018).
В 1995 году отмечена Edgerton award и Maria Goeppert-Mayer Award.
Замужем за Робертом Редвайном (Robert Page Redwine), также профессором физики MIT, двое детей.